# Gmina Stevns
Gmina Stevns (duń. Stevns Kommune) – gmina w Danii w regionie Zelandia.
Gmina powstała 1 stycznia 2007 roku na mocy reformy administracyjnej z połączenia gminy Vallø i starej gminy Stevns.
Siedzibą władz gminy jest miasto Store Heddinge.